# Václav Svěrkoš
Václav Svěrkoš [ˈsvjɛrkɔ̹ʃ] (* 1. November 1983 in Třinec, Tschechoslowakei) ist ein ehemaliger tschechischer Fußballspieler, der bis 2010 für die tschechische Fußballnationalmannschaft gespielt hat.

## Karriere

### Im Verein
Svěrkoš begann im Alter von sieben Jahren beim VP Frýdek-Místek mit dem Fußballspielen. Als 14-Jähriger wechselte er 1998 zu Baník Ostrava. 2003 ging der Offensivspieler für 1,5 Mio. Euro zu Borussia Mönchengladbach.
In der Winterpause der Saison 2005/06 wechselte er auf Leihbasis zu Hertha BSC, jedoch blieb er dort erfolg- und torlos. Am 1. Juli 2006 kehrte er nach Mönchengladbach zurück. Bei der Borussia gelang es ihm aber wiederum nicht, einen Stammplatz zu erspielen.
Im Januar 2007 wurde er für ein halbes Jahr an Austria Wien ausgeliehen. Mit den Österreichern gewann er den ÖFB-Cup 2006/07. Zur Saison 2007/08 wechselte Svěrkoš zu seinem ehemaligen Verein Baník Ostrava. Mit 15 Toren wurde er Torschützenkönig der Gambrinus Liga 2007/08. Ab dem Jahr 2009 spielte er in der französischen Ligue 1 beim FC Sochaux. Im Januar 2011 wurde er für ein halbes Jahr bis  Juni 2011 nach Griechenland an Panionios Athen ausgeliehen.
Zur Saison 2011/12 wechselte Svěrkoš erneut zu Baník Ostrava zurück, wo er einen Fünfjahresvertrag unterschrieb.

### In der Nationalmannschaft
Svěrkoš durchlief alle Nationalmannschaften Tschechiens, von den U-15-Junioren bis zur U-21-Auswahl, in der er Mannschaftskapitän war. In der A-Nationalmannschaft debütierte der Stürmer am 27. Mai 2008 im Spiel gegen Litauen. In der zweiten Halbzeit spielte er für den ausgewechselten Milan Baroš. Svěrkoš erzielte am 7. Juni 2008 beim 1:0-Sieg gegen die Schweiz in Basel das erste Tor der Fußball-Europameisterschaft 2008.

## Privates
Im April 2008 brachte seine Lebensgefährtin Jana eine Tochter zur Welt.